# Camillo Mariani
Camillo Mariani (Vicenza, 1556 - Roma, 1611) fue un escultor italiano. Camillo Mariani trabajó en un período de transición entre el renacimiento y el barroco.

## Biografía
Nacido en Vicenza en 1556, Camillo Mariani formado en su región natal, el Véneto, se trasladó a Venecia al taller del escultor Alessandro Vittoria, donde trabajó en varios proyectos colectivos. Participó en la decoración escultórica del famoso Teatro Olímpico de Vicenza, del arquitecto Andrea Palladio. Desde 1591, abrió su propio taller en Vicenza.
Su obra más notable en este período fue la terminación de seis esculturas de estuco que representaban a miembros de la familia Cornaro, para el gran salón de la Villa Cornaro también del arquitecto Andrea Palladio.
En 1597 se trasladó a Roma donde se convirtió en un reconocido escultor. Participó en la realización de numerosas decoraciones en estuco para varios pintores. Las ocho grandes estatuas de santos en estuco, esculpidas entre 1600 y 1603 y que adornan las paredes de la iglesia de San Bernardo alle Terme, constituyen su obra maestra.
En 1600, se convirtió en un miembro de la Congregazione dei Virtuosi y en 1604, de la Accademia di San Luca, las asociaciones que reagrupaban a los grandes artistas de la época. Murió en 1611. Entre sus alumnos, el más famoso es Francesco Mochi (1580-1654), quien se hizo cargo de su taller después de su muerte y de la terminación de algunas de sus obras.

## Principales obras
- Seis estatuas de estuco de miembros ilustres de la familia Cornaro. Estas estatuas, de tamaño natural, adornan los nichos del salón principal de la Villa Cornaro en Piombino Dese, cerca de Venecia.
- Ocho estatuas de santos, en estuco, que se encuentran en los nichos de la iglesia de San Bernardo alle Terme de Roma.
- Estatuas de mármol religiosas, San Pedro y San Pablo en la capilla Aldobrandini de Santa Maria sopra Minerva en Roma.